# 天龙座
天龍座是在北天的一個星座，它的名稱源自拉丁文的 （龍）。對許多北半球的觀測者而言，天龍座是個永遠不會沒入地平線下的拱極星座。它是天文學家托勒密在西元二世紀就已經設置的星座，黃道的北極也位於天龍座。
天龙座所占区域很广，弯曲象一条长水龙頭；头部四星成一四边形，其中最亮的两颗星表示龙眼。

## 值得注意的特色

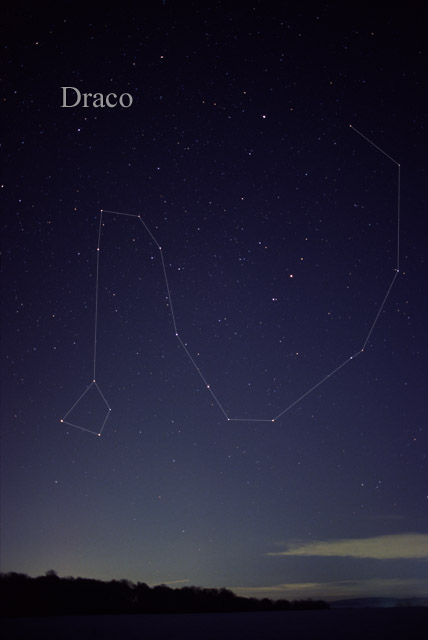
裸眼所看見的天龍座。

### 恆星
右樞（天龍座α，Thuban），在北極點遠離天槍三（牧夫座θ）之後，是從西元前3,942年至1793年的北極星。埃及金字塔在設計上是有一側是朝向當時的北方，因此可以在夜晚導入右樞來觀察。而由於歲差的效果，在經過21,000年，他會再度成為北極星。它是顆藍白色的巨星，視星等3.7等，距離地球309光年。右樞固有的英文名字，Thuban，意思是“巨蛇的頭”。
天龍座還有另外兩顆三等以上的恆星。那兩顆星中較亮的一顆－天龍座最亮的恆星－  天棓四（天龍座γ），英文的固有名稱是Eltamin或Eltanin。它是顆是星等2.2等的橙色巨星，距離地球148光年。詹姆斯·布蘭得利在1728年觀察天棓四時發現恆星的光行差。天棓三（天龍座β）的英文固有名稱是Rastaban，它是一顆視星等2.8等，距離地球362光年的黃巨星。它與右樞共享"巨蛇的頭"的意義。雖然右樞被拜耳命名為天龍座α，它卻不是天龍座最亮的星。它比最亮的天棓四（天龍座γ，Eltanin）的亮度暗1.5等。
天龍座有幾組值得注意的雙星和聯星。天龍座η是雙星，兩星相距4.8角秒，主星是2.8等的黃色色調，伴星在主星的南方距離為是8.2等的白色星。天龍座μ的固有名稱為Alrakis，是兩顆白色恆星組成的聯星，星等分別為5.6和5.7等，互繞的軌道週期670年，距離地球88光年。天龍座ν是一對相似的聯星，由兩顆視星等都是4.9的白色恆星組成，距離地球100光年，使用業餘的小望遠鏡或雙筒望遠鏡就可以分辨出來。天龍座ο是小型天文望遠鏡就可以看見的雙星，它的主星是4.6等的橘色巨星，距離地球322光年；伴星的星等是7.8等。天龍座ξ是業餘的小望遠鏡或雙筒望遠鏡就可以分辨出來的聯星，距離地球72光年，主星是視星等4.6等的黃白色星，伴星是5.8等的黃色星。天龍座16和天龍座17是三合星的一部分，距離地球400光年，要使用中等大小的業餘望遠鏡才能夠分辨出來。主星是5.1等的藍來白色星，本身就是5.4等和6.5等的兩顆星，第二顆恆星的星等是5.5等。天龍座20是聯星，主星是7.1等的白色星，伴星位於主星的東北偏東，是7.3等的黃色星。這兩顆星最大的分離角度是1.2角秒，軌道週期420年。在2012年，這兩顆星正在接近最大的分離角。天龍座39是距離地球188光年的三合星，業餘的小望遠鏡就可以分辨出來。主星是5.0等的藍色恆星，第二顆星是7.4等的黃色恆星，第三顆是很靠近主星的8.0等恆星。天龍座40和天龍座41是小望遠鏡就可以分辨的聯星，這兩顆橘色的恆星分別是5.7等和6.1等，距離地球170光年。
天龍座R是一顆週期大約8個月（245.5天）的紅色蒭藁型變星，它的平均最低星等大約是12.4等，最亮大約是7.6等。它是在1876年被Hans Geelmuyden發現的變星。天龍座T星的星等在7.2和13.5之間，週期421.2天。
最近發現行星的克卜勒-10也在天龍座內，並且克卜勒-10b的存在也已經被證實了，這顆在太陽系外的岩石行星大小與地球相似。

### 深空天體

#### 神話

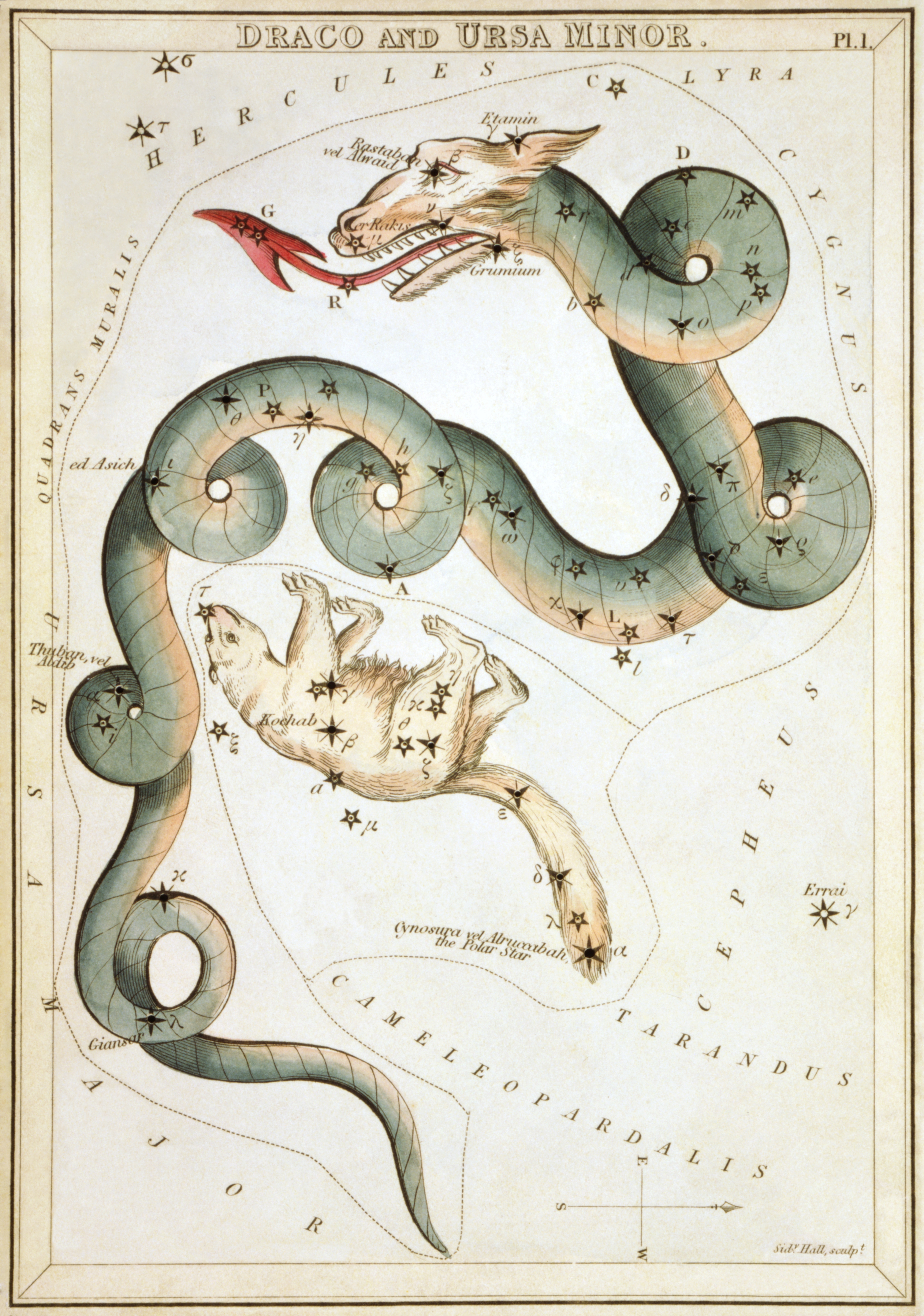
1825年在倫敦出版的一套謬斯女神鏡像星座卡中，環繞著北極星（小熊座）的科爾喀斯巨龍（天龍座）。

在希臘神話中有許多的龍都與星座相關，包括看守金蘋果的科爾喀斯巨龍拉冬。海克力斯在他的12件任務中殺死了拉冬，順利地偷走了金蘋果。赫克利斯的星座就在拉冬的旁邊。
在希臘-羅馬的傳說中，天龍座是在任務失敗後被女神密涅瓦殺死，然後被扔進天空的。這隻龍本來是泰坦巨人，與奧林匹克的眾神戰鬥了10年。當密涅瓦投擲這隻龍時，它將自己扭曲並冰凍在天球北極。有時，天龍被描述為大地女神蓋亞的兒子堤豐。
傳統的阿拉伯天文學家對現代天文學的天龍座有不同的描述，稱這條龍為母親駱駝。同樣的，天龍座η和天龍座ζ被描述為兩隻攻擊駱駝寶寶（靠近天龍座β附近的暗星）的鬣狗；天棓三（天龍座β）、天棓四（天龍座γ）、天龍座ν、和天棓一（天龍座ξ）是保護寶寶的四隻母駱駝。游牧人自己和它們的駱駝就紮營在附近，天廚三（天龍座ε）、御女一（天龍座τ）、和天廚二（天龍座σ）構成烹煮用的三角架。

#### 流星雨
天龍座η星二月流星雨是在2011年2月4日新發現的流星雨，觀測者注意到每小時有6顆流星來自一個共同的輻射點。其先前的母體是一顆未知的長週期彗星。

## 外部連結
- The Deep Photographic Guide to the Constellations: Draco（页面存档备份，存于）
- Star Tales – Draco（页面存档备份，存于）
- Draco the Dragon（页面存档备份，存于）
- Draco Constellation at Constellation Guide（页面存档备份，存于）